# Ned (Pushing Daisies)
Ned is een personage in de ABC televisieserie Pushing Daisies, gespeeld door Lee Pace.
Ned heeft een magische kracht: hij kan dode dingen en wezens weer tot leven brengen. Ned werkt als taartenmaker in zijn restaurant The Pie Hole. Hij gebruikt ook zijn krachten om privédetective Emerson Cod te helpen met het oplossen van moorden, door dode mensen tot leven te brengen en zo achter hun doodsoorzaak te komen.

## Kracht
Ned heeft de kracht om doden weer tot leven te brengen met een enkele aanraking, maar er zijn twee voorwaarden:
- Als hij het tot leven gewekte voor een tweede keer aanraakt, zal het voor altijd dood blijven.
- Als de tot leven gewekte langer dan 60 seconden in leven blijft, zal iets of iemand anders in de plaats doodgaan.

Gewoonlijk gaat alles dood wat gelijkwaardig is; een persoon voor een persoon, een dier voor een dier of een plant voor een plant.

## Jeugd
Ned groeit op in het dorp Coeur d'Coeurs, naast het meisje waar hij een oogje op heeft - genaamd Charlotte Charles, oftewel "Chuck". Ned ontdekt zijn kracht nadat hij zijn hond Digby, die door een vrachtwagen werd overreden, weer tot leven wekt. Later die dag brengt hij ook zijn moeder tot leven, nadat zij plotseling aan een hersenbloeding overleden was. Hij komt er gauw achter dat zijn kracht gevolgen heeft als zijn vader in ruil daarvoor dood neervalt. Ned ontdekt de andere kant van zijn kracht diezelfde avond, wanneer zijn moeder hem een nachtkus geeft en voor de tweede keer doodgaat.